# Lorscheid

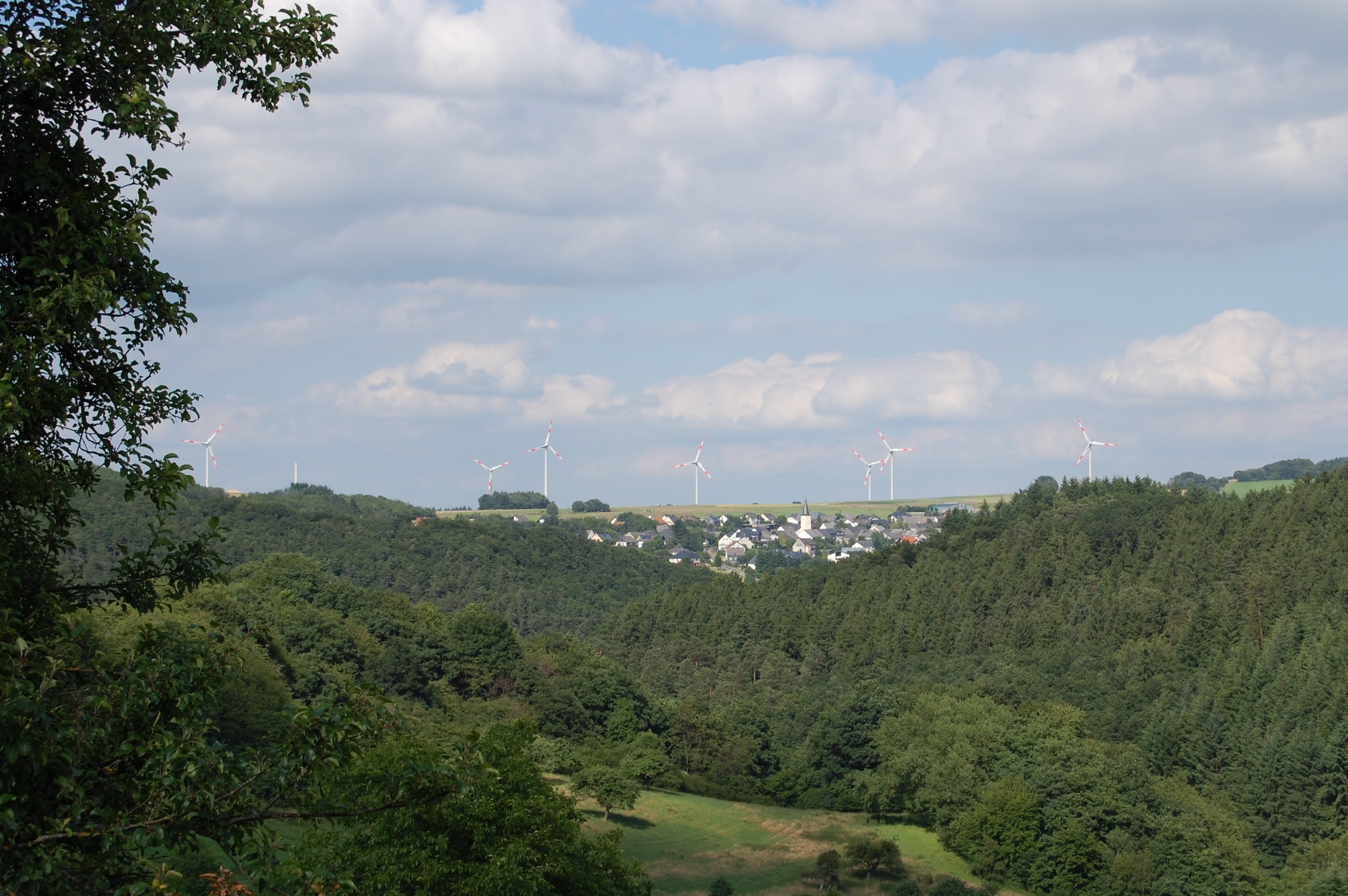
Blick von Westen

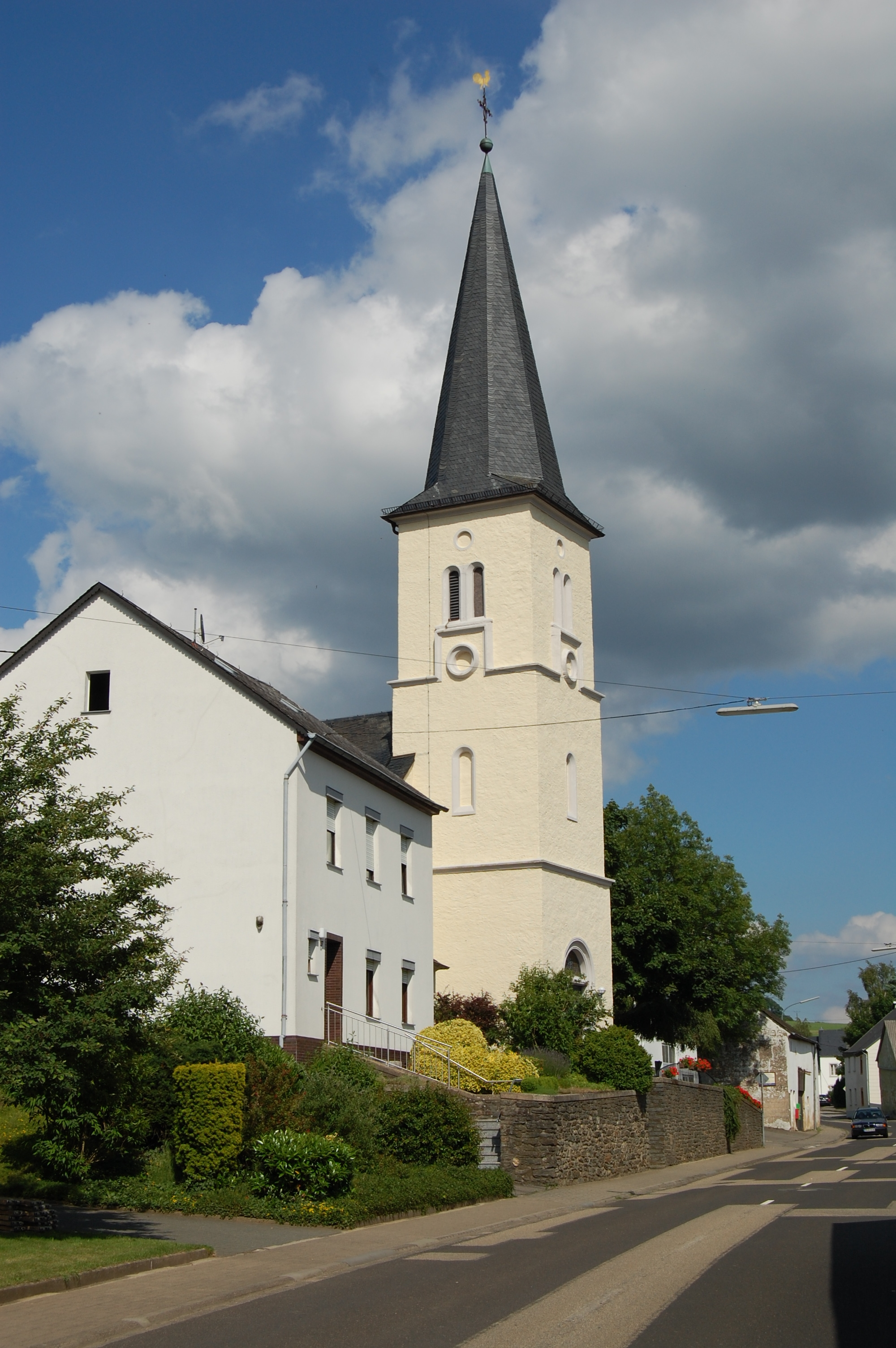
Kirche im Ortszentrum

Lorscheid (moselfränkisch: Löhschd [løːʃd]) ist eine Ortsgemeinde im Landkreis Trier-Saarburg in Rheinland-Pfalz. Sie gehört der Verbandsgemeinde Ruwer an, die ihren Verwaltungssitz in Waldrach hat. Die Hochwaldgemeinde wurde mehrmals beim Wettbewerb Unser Dorf hat Zukunft ausgezeichnet.

## Geographische Lage
Lorscheid liegt auf ca. 420 m ü. NHN an einem Südhang am Rande des Osburger Hochwaldes unweit der Mosel. An der südlichen Gemarkungsgrenze fließt der Lorscheider Bach, der den an der nördlichen Gemarkungsgrenze fließenden Welgerbach unterhalb des Burgkopfes aufnimmt, und dann Feller Bach genannt wird. Zum Ort gehören die Scholersmühle und die ehemalige Lorscheidermühle am Lorscheider Bach.

## Geschichte
Schuttreste römischer Besiedlungen befinden sich südöstlich und nördlich von Lorscheid, keltische Hügelgräber südwestlich und östlich des Ortes.
Im Jahre 1211 wurde der Ort erstmals im Güterverzeichnis der Trierer Abtei St. Maximin erwähnt. Er gehörte bis zum Ende des 18. Jahrhunderts zur Pfarrei Fell und zum Amt Maximin. Im Visitationsbericht des Erzstiftes Trier von 1569 wurde erstmals eine Kapelle genannt, die der hl. Gertrud geweiht war. Die hl. Gertrud ist auch die Schutzpatronin der heutigen spätromanischen Kirche aus dem Jahre 1804.
Lorscheid besteht aus den früheren Ortsteilen Wellscheid (im Südosten) und Lorscheid (Dorfzentrum bei der Kirche).
Auf Matt gab es früher eine weitere Siedlung, die aber der Pest zum Opfer gefallen ist.
Auf einer Karte des Erzbistums Trier aus dem Jahre 1645 ist der Ort als Meyert verzeichnet.
Ende des 18. Jahrhunderts kam Lorscheid zur Mairie und späteren Bürgermeisterei Farschweiler, 1934 zum Amt Waldrach in Ruwer und 1968 zur Verbandsgemeinde Ruwer.
Zum 800-jährigen Bestehen der Gemeinde wurde an Pfingsten 2011 ein eigenes Fest ausgerichtet.

### Bevölkerungsentwicklung
Nach dem Trierer Feuerbuch von 1563 gab es in Lorscheid 11 Feuerstellen (Haushalte),
in Wellscheid 8, in Meirath 6, zusammen 25 Feuerstellen.
1684 waren es in Lorscheid und Wellscheid 12 Feuerstellen, Meirath war zu diesem Zeitpunkt eine Wüstung geworden.
Die Entwicklung der Einwohnerzahl von Lorscheid; die Werte von 1871 bis 1987 beruhen auf Volkszählungen:
| Jahr | Einwohner |
| 1815 | 187       |
| 1835 | 285       |
| 1871 | 382       |
| 1905 | 398       |
| 1939 | 452       |
| 1950 | 444       |
| 1961 | 410       |

| Jahr | Einwohner |
| 1970 | 445       |
| 1987 | 453       |
| 1997 | 543       |
| 2005 | 601       |
| 2015 | 568       |
| 2023 | 539       |

## Politik

### Gemeinderat
Der Ortsgemeinderat in Lorscheid besteht aus zwölf Ratsmitgliedern, die bei der Kommunalwahl am 9. Juni 2024 in einer Mehrheitswahl gewählt wurden, und der ehrenamtlichen Ortsbürgermeisterin als Vorsitzender.

### Ortsbürgermeister
Jutta Gard-Becker wurde 2014 Ortsbürgermeisterin von Lorscheid. Bei der Direktwahl am 26. Mai 2019 wurde sie mit einem Stimmenanteil von 61,30 % und am 9. Juni 2024 als einzige Bewerberin mit 74,2 % jeweils für weitere fünf Jahre in ihrem Amt bestätigt.
Gard-Beckers Vorgänger waren Ludwig Welter (2009–2014) und Karl-Heinz Knobloch (bis 2009).

### Wappen
| Wappen von Lorscheid | Blasonierung: „Der Schild ist von Gold über Blau geteilt, oben ein wachsender, schwarzer, rot bewehrter Doppeladler, unten drei silberne Lilien.“                                                           |
| Wappen von Lorscheid | Wappenbegründung: Das Wappen besteht aus dem Doppeladler, der die ehemalige Zugehörigkeit zur Trierer Abtei Sankt Maximin symbolisiert und Lilien, welche Attribute der heiligen Gertrud von Nivelles sind. |

## Kultur
Ortsansässige Vereine sind der VfB Lorscheid 05, der Gemischte Chor, der Heimat- und Verkehrsverein, die Freiwillige Feuerwehr, die Reservistenkameradschaft und die Jugendgruppe Lorscheid.
Im Ort befindet sich das private Kulturzentrum Theater Petipa, in dem Konzerte, Theater, Lesungen, Ballettaufführungen sowie Kunstausstellungen stattfinden. Daneben wird Unterricht in Tanz, Gesang und Ballett erteilt.

## Wirtschaft und Infrastruktur
Öffentliche Einrichtungen sind der Kindergarten, das Jugendheim, der Dorfsaal, die Grillhütte, der Sportplatz und die Teichkläranlage am Lorscheider Bach. In Lorscheid befinden sich ein Seniorenheim, mehrere klein- und mittelständische Betriebe, Ferienhäuser südlich und westlich des Ortes sowie die Jugendhilfeeinrichtung Spechtmühle.

### Tourismus
Ausgeschilderte Wanderwege führen durch weite Wälder und stille Täler. Im Ort befindet sich das Restaurant Zum Wirtsgarten.
Im Juni 2013 wurde der Römer-Keltenpfad bei Farschweiler und Lorscheid eröffnet.

### Verkehrsanbindung
Lorscheid liegt an der Landesstraße 149. An das Fernstraßennetz ist der Ort angebunden über die Anschlussstellen Mehring oder Reinsfeld der Autobahn 1 und die Abfahrt Osburg-Neuhaus der Landesstraße 151. Nach Trier und Hermeskeil bestehen Verbindungen mit öffentlichen Verkehrsmitteln.

### Medien
Örtliche Medien sind der Trierische Volksfreund, der Mosel-Ruwertaler Wochenspiegel und das Amtsblatt der Verbandsgemeinde Ruwer.

## Persönlichkeiten
- Walter Jakoby (* 1958), Automatisierungstechniker